# Abetxuku

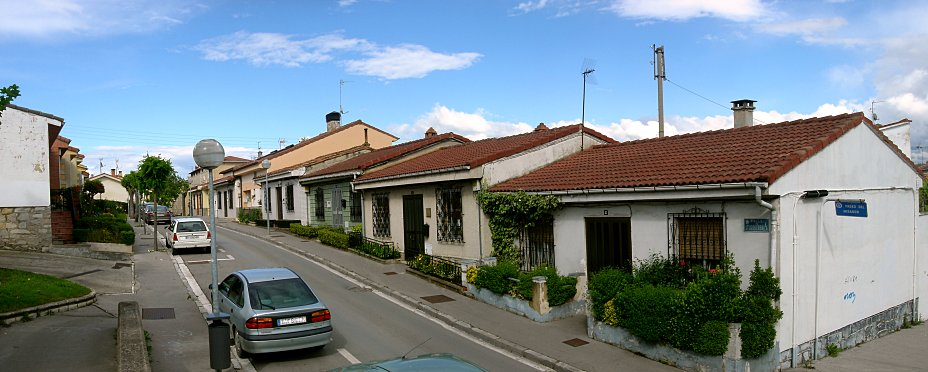
Imatge de les casetes del barri.

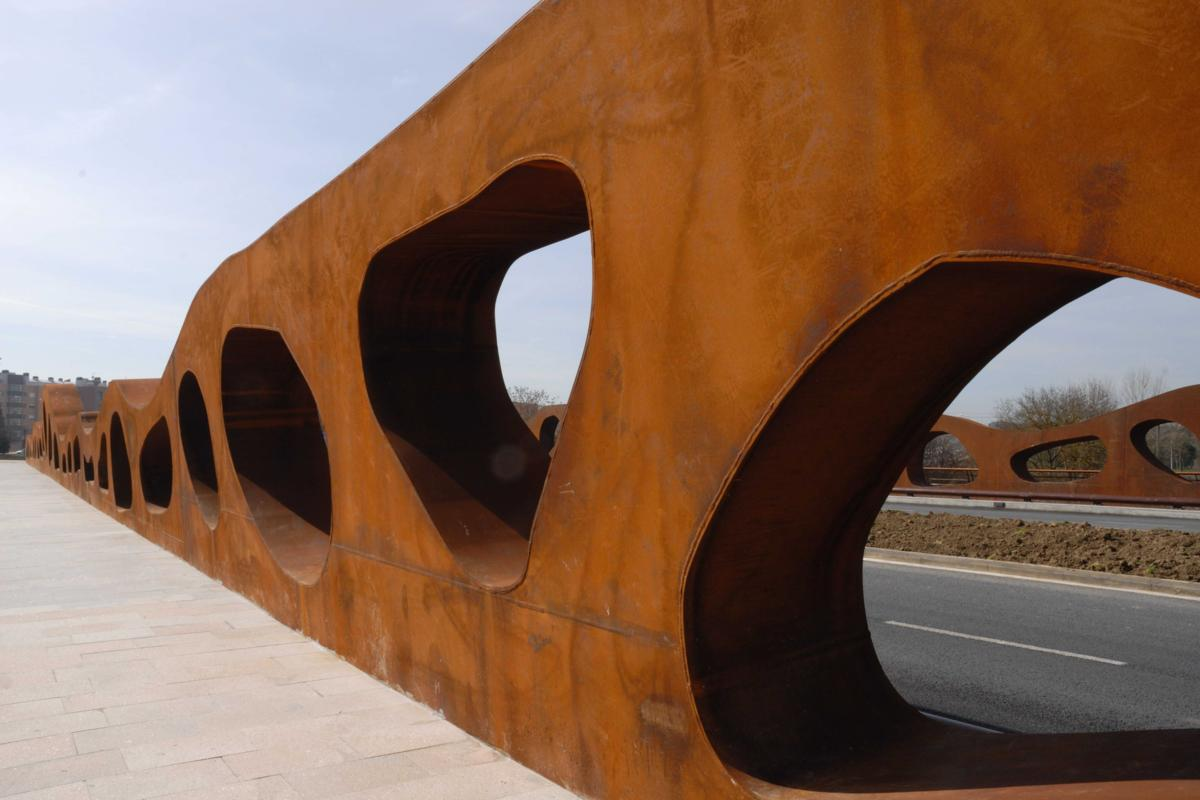
Imatge del Pont d'Abetxuku

Abetxuku (nom acceptat per l'Euskaltzaindia; en castellà Abechuco) és un barri de la ciutat de Vitòria (Àlaba). Té una població de 3.327 habitants (2012). Està situat a l'extraradi de Vitòria.

## Història
Abetxuku és esmentat per primera vegada al Cartulari de San Millán de la Cogolla de 1025, on apareix sota la denominació Avoggoco. En 1257 i 1332 apareix com Abuchucu. En 1481 apareix esmentat tant com Abechuco com Abechucu. En diferents documents del segle xvi i xvii apareix esmentat com Abechucu o Abechuqu, també com Avechuco. És a partir del segle xvii quan comença a consolidar-se la forma que ha arribat fins a temps moderns, Abechuco. Al principi el nom basc de la localitat va ser una simple adaptació a la grafia basca, que és la que es va oficialitzar. No obstant això en 2001 la Reial Acadèmia de la Llengua Basca va proposar la forma Abetxuku com a nom de la població en basc. Una de les etimologies suggerides per al nom del poble és 'lloc de nabius' del basc ahabi+txoko.
Era un antic llogaret dels afores de Vitòria. Va quedar definitivament lligat a la jurisdicció de la vila de Vitòria, després d'un plet que va mantenir aquesta amb la Confraria d'Arriaga en el segle xiv. El rei Alfons XI va concedir la jurisdicció de Vitòria sobre Abetxuku, així com sobre altres 41 llogarets que estaven en litigi entre el concejo de Vitòria i la Confraria d'Àlaba.
Va mantenir unes dimensions modestes fins a finals de la dècada de 1950. Va ser el més extens dels pobles que van créixer en aquella època en l'extraradi de la ciutat de Vitòria. Recolzant-se en el nucli rural preexistent, la urbanització d'Abetxuku va ser promoguda en 1957 per l'Ajuntament i la Caixa d'Estalvis Municipal de Vitòria, com una urbanització en l'extraradi de Vitòria i allunyada del centre de la ciutat (Segons el projecte municipal "...perquè els treballadors visquin prop dels seus centres de treball"). Va ser creada per allotjar a la creixent emigració interior (andalusos, lleonesos, extremenys, gallecs, castellans...).
Abetxuku va ser edificada en dues fases, amb construccions unifamiliars en la primera (algunes construïdes pels seus mateixos propietaris) i de blocs en la segona. En 1966 ja tenia 2.775 habitants, una xifra lleugerament inferior a l'actual.
En l'actualitat, aquests prejudicis són pràcticament inexistents i donat el creixement de la ciutat, hi està ja integrat. La construcció d'un pont escultòric i l'arribada del tramvia al juliol de 2009 ha contribuït notablement a això. S'han construït nous habitatges tant públiques com a privades. I es dona la paradoxa que les abans menystingudes "casetes" d'Abetxuku, ara són objecte de cobejat desig per a la majoria dels de Vitòria.
El barri ha millorat molt. Fonamentalment i gràcies als seus propis veïns, a través dels seus diferents grups veïnals, la qual cosa ha fet que el barri-poble compti amb una forta identitat, un important moviment associatiu i un gran arrelament dels seus "nadius".

## Personatges il·lustres
- Iñaki Viñaspre (1984), bertsolari.